# 16111 Donstrittmatter
16111 Donstrittmatter este o planetă minoră (asteroid), cu un diametru de 3,5 km, din centura de asteroizi. A fost descoperită pe 4 decembrie 1999 la Catalina Station⁠(d) de Catalina Sky Survey. 
Obiectul prezintă o orbită caracterizată de o semiaxă mare de 2,4472479 UAi, o excentricitate de 0,17, o înclinație de 3,88988 ° în raport cu ecliptica.